# لويس فابيان أرتيم
لويس فابيان أرتيم (بالإسبانية: Luis Fabián Artime) (ولد في 15 ديسمبر، 1965) هو لاعب كرة قدم أرجنتني متقاعد لعب في الخط الهجومي.
ولد أرتيم بمدينة راموس ميخيا، الأرجنتين. قضى أكبر جزء من مسيرته الاحترافية فاللعب لنادي بيلغرانو، حيث يعتبر هناك كنجم للفريق لكونه أكثر من سجل عددا من الأهداف معه، والده لويس أرتيم كان من أعظم لاعبي كرة القدم في الستينييات.

## وصلات خارجية
- (بالإسبانية) Argentine Primera statistics
- (بالإسبانية) الموقع الرسمي لللاعب
- (بالإسبانية) هذافون في بيرو نسخة محفوظة 8 مارس 2016 على موقع واي باك مشين.